# Petalodontiformes
Los  Petalodontiformes (gr. "dientes en forma de pétalo") son un orden extinto de holocéfalos, lejanamente emparentados con las quimeras actuales. Sus fósiles han sido hallados en Estados Unidos y Europa. Con muy pocas excepciones, solo se conocen los dientes. Vivieron del Carbonífero al Pérmico y desaparecieron en la extinción masiva del Pérmico-Triásico, hace 251 millones de años.
Eran aninales marinos; los dos géneros mejor conocidos son  Belantsea del Carbonífero de Montana y Janassa del Pérmico de Europa, de los cuales se han hallado ejemplares completos.

## Familias
Los petalodontiformes se dividen en cuatro familias:
- Janassidae
- Pristodontidae
- Petalodontidae
- Belantseidae